# Siuntio
Siuntio (szw. Sjundeå) – gmina w Finlandii, położona w południowej części kraju, należąca do regionu Uusimaa.
W skład gminy wchodzi:
- 69 wsi: Aiskos, Andby, Backa, Bläsaby, Bocks, Bollstad, Broända, Bäcks, Böle, Dansbacka, Engisby, Fall, Flyt, Fågelvik, Förby, Gammelby, Grisans, Grönskog, Gårdskulla, Gårsböle, Gåsarv, Gästans, Göks, Harvs, Hollstens, Hummerkila, Hästböle, Jervans, Kalans, Kanala, Karskog, Karuby, Kela, Kockis, Kopula, Kvarnby, Kynnar, Lempans, Lieviö, Malm, Munks, Myyry, Mörsbacka, Niemenkylä, Nordanvik, Nummenkylä, Nyby, Palmgård, Pappila, Paturs, Pikkala, Pulkbacka, Purnus, Påvals, Pölans, Siggans, Sjundby, Skinnars, Störsby, Störsvik, Sunnanvik, Svartbäck, Tjusterby, Tupala, Veijans, Vesterby, Vikars, Yövilä.